# Ahti (mythologie)
Pour les articles homonymes, voir Ahti.
Dans la mythologie finlandaise, Ahti ou Ahto est le dieu de la mer et de la pêche. Il est représenté comme un homme avec une barbe de mousse. Il est l'époux de Vellamo et ils demeurent tous deux dans le palais sous-marin de Ahtola.
Ahti est une des figures héroïques compilées par Elias Lönnrot dans le Kalevala pour créer le personnage de Lemminkaïnen.